# قبچاق‌های افغانستان

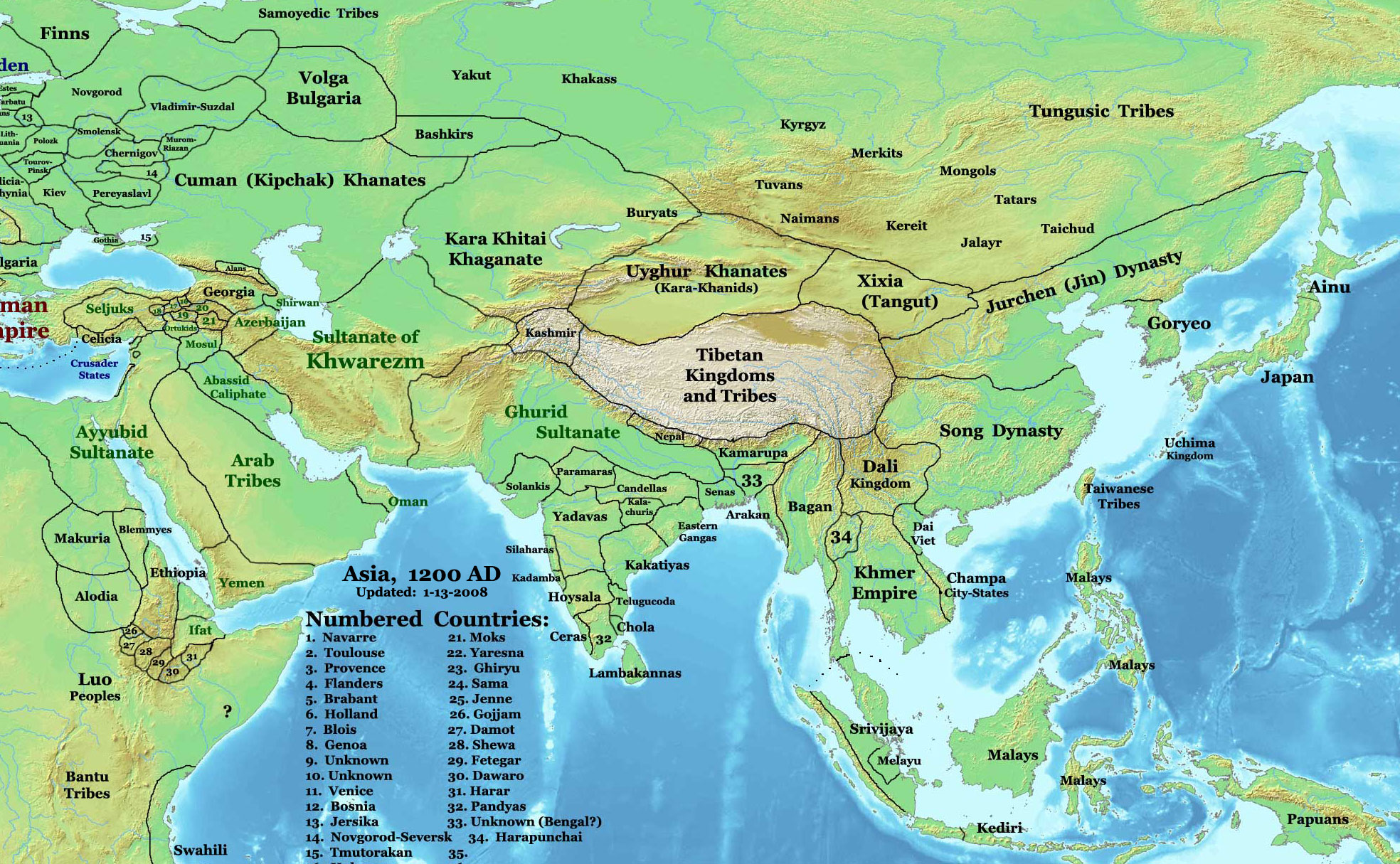
قلمرو قبچاق‌ها در حدود ۱۲۰۰ میلادی

قبچاق‌های افغانستان گروهی از مردمان ترک‌تبار باشندهٔ افغانستان هستند که به‌شکل پراکنده در شمال و شمال‌غرب افغانستان با ازبک‌ها و ترکمن‌ها زندگی می‌نمایند. جمعیت این گروه قومی در افغانستان در حدود ده هزار نفر است و اغلب به زبان فارسی صحبت می‌کنند. به‌طور مشخص جمعیتی از این گروه بیشتر در ولایت‌های هرات، غور، بادغیس، فاریاب، بلخ، سرپل، سمنگان، ولسوالی قیصار و قلعهٔ ولی منطقهٔ چهارشنبه سکونت دارند.

## تاریخچه
گروه اندکی از این قوم در آسیای مرکزی به‌شکل پراکنده زندگی می‌کنند و گروه دیگری از آن‌ها در کریمه، مجارستان، رومانی و بعضی از کشورهای اروپای شرقی هستند. بیزلانسی‌ها و لاتین‌ها، قبچاق‌ها را کومان‌ها و روس‌ها نیز پولوت‌ها می‌نامیدند که هر دو کلمه به معنای زرد یا زردگونه است چون این‌ها چشم آبی و زردموی بودند. در منابع اسلامی این‌ها را قبچاق یا قفچاق در معنای پرغضب و عصبانی می‌گویند. قبچاق های شرقی با خوارزمشاهان متحد گردیدند و امکان آن می‌رود که در آن زمان یا پس از آن با گروه‌های دیگر به افغانستان نقل مکان نموده باشند.

## زبان و فرهنگ
آن‌ها در گذشته به قبچاقی حرف می‌زدند اما پس از حمله مغول‌ها به دشت‌های وسیع قبچاق در شمال دریای خزر پراکنده شدند و به آسیای میانه و اروپا مهاجرت کردند و به این دلیل در افغانستان زبان رسمی مشترک ندارند. بیش تر قبچاق‌های ولایات بلخ، سمنگان، فاریاب و سرپل به زبان ازبکی صحبت می‌کنند و قبچاق‌های ولایات هرات، غور و بادغیس به زبان فارسی سخن می‌گویند. رسوم و فرهنگ و زبان قبچاق‌ها از میان رفته‌است. قبچاق‌ها در هر ولایت یا سمت که سکونت دارند در اقلیت بوده‌اند، از این رو تحت تاثیر رسم و رواج‌های همان مناطق قرار گرفته‌اند. قبچاق‌ها از لحاظ جمعیت شناختی به دو دسته تقسیم می‌شوند:
1. قبچاق‌هایی که از نگاه شباهت فیزیکی همانند مردمان جمهوری چچن می‌باشند یعنی قد بلند، موهای زرد یا خرمایی و چشمان آبی دارند.
2. قبچاق‌های مختلط که شباهت با ازبک‌ها و قزاق‌ها دارند.